# Leptataspis elegantula
Leptataspis elegantula är en insektsart som beskrevs av William Lucas Distant 1914. Leptataspis elegantula ingår i släktet Leptataspis och familjen spottstritar. Inga underarter finns listade i Catalogue of Life.